# Sean Teale
Sean Teale (London, 1992. június 18. –) brit színész. 
Legismertebb alakítása Nick Levan a Skins című sorozatban. A The Gifted – Kiválasztottak című sorozatban is szerepelt.

## Fiatalkora
1992. június 18-án született Londonban. Putneyban nőtt fel. Venezuelai, spanyol és walesi származású. Édesapja, Noel informatikai tanácsadó, édesanyja, Fini pedig egy design reklámügynökségnél dolgozik. A hammersmith-i Latymer Upper Schoolba járt, ahol rögbizett és focizott, valamint drámát tanult.
Egy iskolai színdarabban nyújtott alakítását egy ügynök kiszúrta a nézőtéren. Úgy döntött, hogy a sportról a színjátszásra helyezi át a hangsúlyt, miután ügynökei azt tanácsolták neki, hogy mondjon le, mert félt, hogy a külseje károsodik. A meghallgatásokra akkor kezdett el járni, amikor a történelem, dráma és közgazdaságtan érettségire készült. A színészi karrierje érdekében lemondta a Manchesteri Egyetemet, ahol történelmet és közgazdaságtant tanul volna, hogy folytathassa színészi karrierjét.

## Pályafutása
2010 januárjában Dereket alakította a Greg Williams által rendezett, Tom Hardy főszereplésével készült Sergeant Slaughter, My Big Brother című rövidfilmben. A film a 2010-es chicagoi rövidfilmfesztiválon a legjobb rendezés díját nyerte el. 2011-ben egy vérfarkast alakított a Nickelodeon Summer in Transylvania című sorozatában.
2011-ben vált ismertté, amikor megkapta Nick Levan szerepét a BAFTA-díjas Skins című sorozatban. Ezt követően szerepelt a History Channel The Bible című, Mark Burnett által készített 10 órás dokudrámájában. Majd szerepet kapott a Mr Selfridge és Az uralkodónő című drámasorozatokban.
2012-ben szerepet kapott a Marko Mäkilaakso által rendezett Halálos lejtő című horrorfilmben, amely az amerikai SyFy csatornán jelent meg. 2012 márciusában Birminghamben forgatta a We Are the Freaks című tinivígjátékot, amelyet Justin Edgar rendezett.
2015-ben szerepelt James McTeigue A túlélő című filmthrillerjében. 2016-ban szerepelt az USA Network rövid életű Incorporated című tévésorozatában. 2017 és 2019 között a The Gifted – Kiválasztottak című sorozatban szerepelt. 2021-ben Dario szerepét játszotta a Rozalin című filmben, amely Shakespeare Rómeó és Júlia című tragédiájának adaptációja.

## Filmográfia

### Filmek
| Év   | Magyar cím          | Eredeti cím                        | Szerep        | Magyar hang |
| ---- | ------------------- | ---------------------------------- | ------------- | ----------- |
| 2010 |                     | Sergeant Slaughter, My Big Brother | Derek         |             |
| 2013 |                     | We Are the Freaks                  | Chunks        |             |
| 2015 | A túlélő            | Survivor                           | Alvin Murdoch |             |
| 2015 |                     | Graduation Afternoon               | Bruce Hope    |             |
| 2016 |                     | The Dark Side of the Sun           | Logan         |             |
| 2017 |                     | B&B                                | Fred          |             |
| 2020 |                     | Spanish Pigeon                     | Richie        |             |
| 2021 |                     | League of Legends: Absolution      | Viego (hang)  |             |
| 2022 | Rozalin             | Rosaline                           | Dario         |             |
| 2024 | A menyasszony anyja | Mother of the Bride                | RJ            | Gacsal Ádám |

### Televíziós szerepek
| Év        | Magyar cím                    | Eredeti cím                 | Szerep                | Megjegyzések                         |
| --------- | ----------------------------- | --------------------------- | --------------------- | ------------------------------------ |
| 2010      |                               | Summer in Transylvania      | Brad                  | 1 epizód                             |
| 2011–2012 | Skins                         | Skins                       | Nick Levan            | főszereplő                           |
| 2013      | Halálos lejtő                 | Abominable Snowman          | Nick Levan            | tévéfilm                             |
| 2013      |                               | The Bible                   | Ramszesz fiatalon     | minisorozat                          |
| 2014      |                               | Mr Selfridge                | Franco                | főszereplő                           |
| 2014      |                               | The Red Tent                | Shalem                | minisorozat                          |
| 2014–2015 | Az uralkodónő                 | Reign                       | Louis de Condé        | főszereplő                           |
| 2016–2017 |                               | Incorporated                | Ben Larson            | 10 epizód                            |
| 2017–2018 | Voltron: A legendás védelmező | Voltron: Legendary Defender | Alfor király (hangja) | 4 epizód magyar hangja Seder Gábor   |
| 2017–2019 | The Gifted – Kiválasztottak   | Marcos Diaz                 | Marcos Diaz           | főszereplő magyar hangja Gacsal Ádám |
| 2020      | Találd meg a hangod           | Little Voice                | Ethan                 | főszereplő                           |
| 2023      | Ki az az Erin Carter?         | Who Is Erin Carter?         | Jordi                 | főszereplő magyar hangja Fehér Tibor |
| 2024      |                               | Doctor Odyssey              | Tristan Silva ápoló   | főszereplő                           |